# الدوري التشيكوسلوفاكي 1945–46
الدوري التشيكوسلوفاكي 1945–46 هو الموسم 40 من الدوري التشيكوسلوفاكي ‏. أشرف على تنظيمه اتحاد جمهورية التشيك لكرة القدم، وكان عدد الأندية المشاركة فيه 20، وفاز فيه سبارتا براغ.